# التواصل بين العمليات
في علوم الحاسب الألي، أنظمة التشغيل تدعم التواصل الداخلي بين التطبيقات الحاسوبية IPC للسماح لها بتبادل البيانات أو المشاركة في الذاكرة. التطبيقات تستخدم هذه الآلية بتصنيف الخادم والعميل، بحيث ان العميل يطلب البيانات والخادم يستجيب لهذه الطلبات. كثير من التطبيقات الجديدة تضم صفتي الخادم والعميل وخاصة تلك التطبيقات التي نراها في الحوسبة الموزعة.تصنف الأساليب التي تهدف إلي تواصل بين العمليات إلى عدة فئات تعتمد على متطلبات برامج الحاسب الآلي ( برمجيات ) كمتطلبات الأداء و النمطية والظروف تحدث في النظام مثل النطاق الترددي للشبكة وكمن الشبكة ( أي الزمن الذي تستغرق فيه الرسائل في الانتقال بين المرسل والمرسل إليه

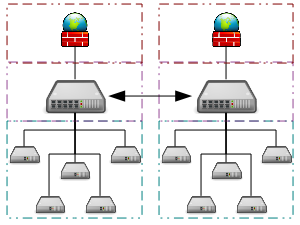
مثال يوضح ربط نظام الحوسبة الشبكية للعديد من أجهزة الكمبيوتر الشخصية عبر الإنترنت باستخدام شبكة الاتصالات بين عملية

IPC هو مهم جدا لتصميم تعريفات وطرق مرتبطة بالتواصل الداخلي بين التطبيقات

## الأساليب
| الطريقة                      | وصف مختصر | مقدمة من ( أنظمة التشغيل او بيئات أخرى)                                          |
| ---------------------------- | --- | -------------------------------------------------------------------------------- |
| الملف                        | سجل مخزن على قرص أو سجل يتم صياغته على طلب من قبل خادم الملف، والذي يمكن الوصول إليه عن طريق عمليات متعددة. | معظم أنظمة التشغيل                                                               |
| اشارة فخ النظام الغير متزامن | هي عبارة عن رسالة تتداولها العمليات بين بعضها البعض ، لا تستخدم لنقل البيانات ، تستخدم في قياس البعد بين العمليات المشتركة. | معظم أنظمة التشغيل                                                               |
| مقبس                         | تيار من البيانات المرسلة عبر واجهة الشبكة, إما إلى عملية مختلفة على نفس الحاسوب أو إلى حاسوب آخر على الشبكة. المقابس نادرا ما تحافظ على حدود الرسالة ولذلك البيانات المكتوبة من خلال المقبس تتطلب تنسيق معين للحفاظ على الحدود. | معظم أنظمة التشغيل                                                               |
| مقبس مجال يونكس              | ؟ | ؟                                                                                |
| قائمة انتظار الرسائل         | مدفق معلومات يختلف عن المأخذ (Socket) في احتوائه على حدود التخزين. عادةً ما تؤدى من قبل نظام التشغيل، حيث أنها تسمح لدخول عدة عمليات قراءة وكتابة في قائمة انتظار الرسائل بدلاً من ارتباطها ببعضها. | معظم أنظمة التشغيل                                                               |
| Pipes                        | هي عبارة عن قناة لنقل البيانات في اتجاه واحد. و تكون البيانات مكتوبة ومخزنة إلى نهاية الكتابة من القناة من قبل نظام التشغيل حتى يتم قراءتها من نهاية القناة . وتكون تيارات البيانات في اتجاهين بين العمليات و يمكن تحقيق ذلك من خلال إنشاء قناتين استخدام للمدخلات والمخرجات. | جميع أنظمة POSIX، ويندوز                                                         |
| Anonymous pipe               | ؟ | ؟                                                                                |
| أنبوب النقل المحدد           | يعتبر أنبوب النقل المحدد من الأجزاء الرئيسية التي تلعب دوراً مهماً في نظام تشغيل الحاسوب وتبادل المعلومات، حيث يكون التبادل بشكل عكسي أي ثنائي الاتجاه، حيث أن المعلومة التي تدخل أولاً تخرج أولاً. إضافةً إلى قيام هذه الأنابيب بالوصول إلى الملفات، وتنفيذ أوامر المستخدم. | جميع أنظمة POSIX، ويندوز، أميغا أو إس 2.0+                                       |
| Semaphore                    | | جميع أنظمة POSIX، ويندوز، أميغا أو إس                                            |
| Shared memory                | | جميع أنظمة POSIX، ويندوز                                                         |
| مرور الرسائل                 | يسمح لبرامج متعددة بالتواصل عن طريق استخدام قوائم انتظار الرسائل او عن طريق قنوات مدارة بنظام غير نظام التشغيل. يكثر استخدام هذه الطريقة في نماذج التزامن. | مستخدمة في RPC، RMI، ونماذج MPI، جافا RMI، كوربا، DDS، MSMQ و mailslot QNX، أخرى |
| ملف الذاكرة المُعَنوَنَة         | يتم تعيين الملف إلى ذاكرة الوصول العشوائي RAM،حيث يمكن تعديلها عن طريق تغيير عناوين الذاكرة مباشرة بدلا من إخراجه عن مجراه. هذا يساهم على نفس الفوائد كملف قياسي. هناك نوعان من ملفات الذاكرة المعنونة: (1) ملفات الذاكرة المعنونة الدائمة الملفات الدائمة هي ملفات الذاكرة المعنونة المقترنة بملف مصدر على قرص. عند انتهاء العملية الأخيرة من العمل علي الملف، يتم حفظ البيانات إلى ملف المصدر على القرص. تكون ملفات الذاكرة المعنونة مناسبة للعمل علي ملفات المصدر الكبيرة للغاية. (2) ملفات الذاكرة المعنونة غير الدائمة الملفات غير الدائمة هي ملفات الذاكرة المعنونة غير المقترنة بملف مصدر على قرص. عند انتهاء العملية الأخيرة من العمل علي الملف, يتم فقدان البيانات الموجودة ثم استعادة الملف بواسطة مجموعة البيانات المهملة. | جميع أنظمة POSIX، ويندوز                                                         |